# بیامرده
بیامرده (به لاتین: Bia Mordeh) یک منطقهٔ مسکونی در افغانستان است که در ولایت بامیان واقع شده‌است.